# Modersmål-Selskabet
Modersmål-Selskabet är en dansk förening som upprättades 1979 på initiativ av seminarielektorn Poul Hansen och politikern Tom Høyem. 
Vid bildandet var Modersmål-Selskabets mål att ”verka för bevarandet av den naturliga utvecklingen av det danska språket som en grundläggande förutsättning för dansk kultur”, och Poul Hansen utsågs till föreningens ordförande medan Tom Høyem blev ledare för sekretariatet. Den första generalförsamlingen hölls i maj 1980, och man antar då namnet Modersmål-Selskabet, trots att det bestod av tre språkfel. Enligt dansk rättstavning skulle det istället ha stavats ”Modersmålsselskabet”. Bland de drygt 300 medlemmarna i den då nybildade föreningen fanns bl.a. politikerna Gunhild Due och Poul Dam, LO-kassören Max Harvøe, f.d. jordbruksministern Karl Skytte samt författarna Grethe Heltberg och Elsa Gress. I oktober 1981 mottog man 25 000 danska kronor i stöd från Fonden til Fædrelandets Vel, vars utbetalningar skall godkännas av drottning Margrethe.
Modersmål-Selskabet och dess medlemmar har varit aktiva i den språkliga debatt som varit i Danmark i och med att nya lånord har tillkommit och att den teknologiska utvecklingen har påverkat språket. I en intervju med morgontidningen Politiken i april 1980 förklarade Poul Hansen närmare de tendenser i det danska språket som Modersmål-Selskabet ämnade motarbeta, nämligen det ”klumpiga, oprecisa och vårdslösa språket”. Han ansåg också att det danska språket genomgick en ökad polarisering mellan dem som behärskar och inte behärskar orden fullt ut, och att det skulle leda till en språklig form av klasskamp. I en debattartikel från 1985 i samma tidning av Hansens efterträdare, Grethe Rostbøll, riktades kritik mot det danska Sprognævnet och dess kontroversiella ändringar i en ny upplaga av rättskrivningsordboken. Föreningen har dessutom engagerat sig i den danska skolpolitiken, och då i synnerhet danskundervisningen. Bland föreningens förslag fanns bl.a. att landets gymnasieelever skulle skolas i retorik för att de skulle lära sig att argumentera och uttrycka sina känslor.
I juni 1980 instiftades Modersmåls-prisen som var på 5 000 danska kronor och skulle delas ut till personer vars arbete var i överensstämmelse med föreningens mål för det danska språket. Det första priset tilldelades Poul Thomsen, journalist vid Danmarks Radio. Samma år ger föreningen ut sin första årsbok och under de därpå följande åtta åren ger man ut debattserien Hvor går dansk hen?. Sedan 1983 har man utgivit medlemstidningen Sprog og Samfund varje kvartal. Vad gäller årsboken och medlemstidningen mottog föreningen bidrag från såväl Kulturministeriet (47 000 dkr.) och Undervisningsministeriet (24 000 dkr.) 1984.

## Ordföranden
- Poul Hansen, 1979-1984
- Grethe Rostbøll, 1984-1990
- Gerda Thastum Leffers, 1990-2001
- Elisabeth Sinding, 2001-2004
- Bent Pedersbæk Hansen, 2004-2009
- Jørgen Christian Wind Nielsen, 2009-